# Barry Pepper

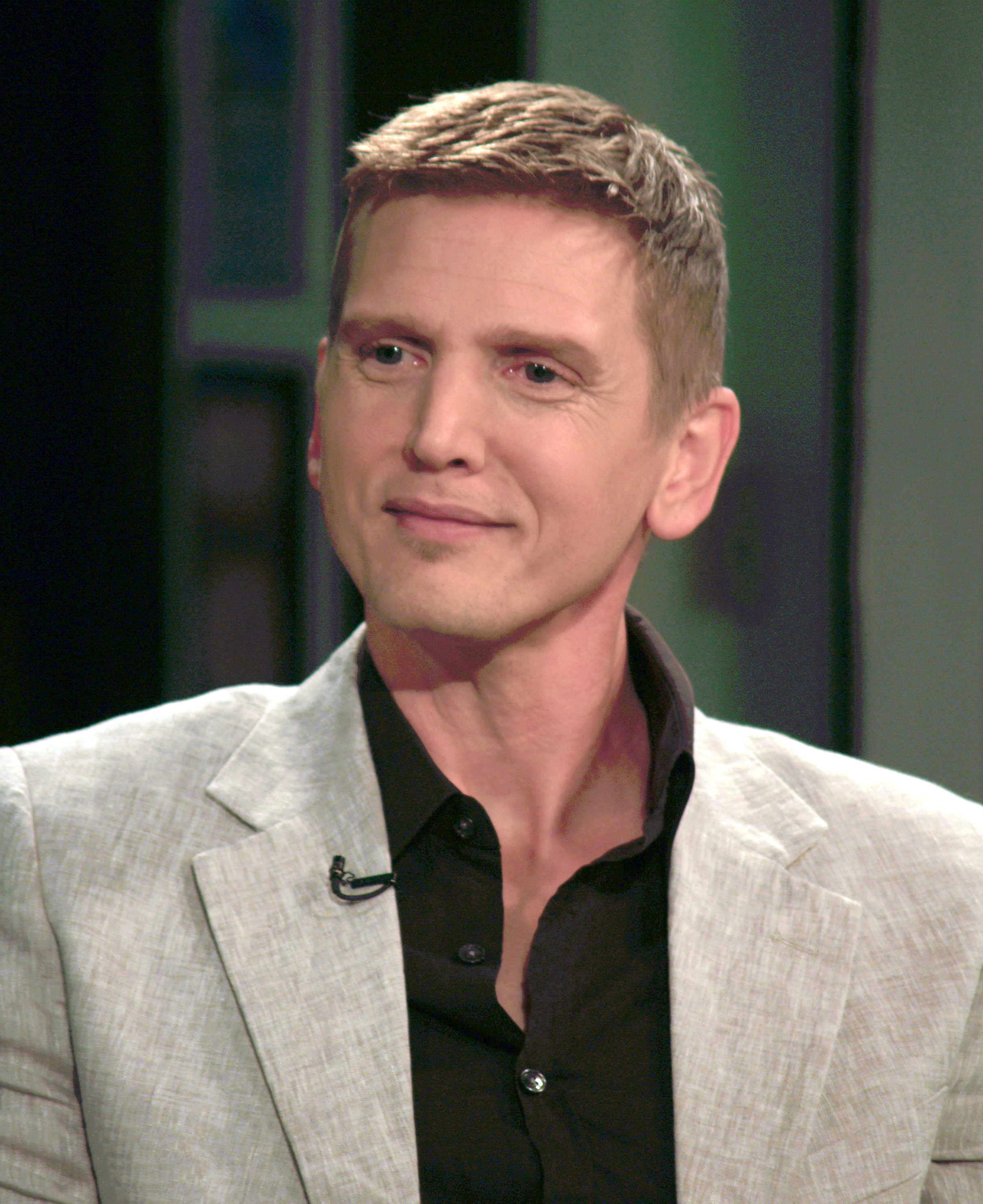
Barry Pepper, 2009

Barry Robert Pepper (* 4. April 1970 in Campbell River, British Columbia) ist ein kanadisch-US-amerikanischer Schauspieler.

## Jugend und Ausbildung
Pepper ist der jüngste von drei Brüdern. Während seiner Kindheit baute sich seine Familie ein 15 Meter (50 Fuß) langes Boot, auf dem sie fünf Jahre lang den Süd-Pazifik bereiste. Pepper erhielt daher keine reguläre Schulbildung, er besuchte entweder schwerpunktmäßig spezielle Kurse oder war vorübergehend an öffentlichen Schulen. Nach fünf Jahren kehrte die Familie nach Kanada zurück.
Pepper besuchte eine High School, war während dieser Zeit aber vor allem an Kunst und Sport interessiert und spielte Volleyball und Rugby. 1988 beendete er die High School und wollte zunächst Grafikdesign studieren. Er änderte seine Pläne, nachdem er mit dem „Vancouver Actors Studio“ in Kontakt kam.

## Karriere
Seine erste Rolle erhielt Pepper in der Fernsehserie Madison im Jahr 1993. Danach spielte er in zahlreichen Serien meist kleinere Rollen, z. B. in der Folge Reise durch das Zeitloch (engl. Titel: Summer of Love) in der Serie Sliders. Größere Aufmerksamkeit erlangte er 1998 mit der Rolle des Scharfschützen Private Jackson in Steven Spielbergs Kriegsdrama Der Soldat James Ryan an der Seite von Tom Hanks. Im selben Jahr folgte eine Nebenrolle in Tony Scotts Der Staatsfeind Nr. 1, bevor er im darauffolgenden Jahr in der Stephen-King-Verfilmung The Green Mile erneut mit Tom Hanks vor der Kamera stand. Im Jahr 2000 verkörperte er in dem Science-Fiction-Film Battlefield Earth – Kampf um die Erde den Gegenspieler von John Travolta. Der Streifen wurde jedoch zu einem der größten Filmflops aller Zeiten und Pepper als Schlechtester Nebendarsteller mit einer Goldenen Himbeere ausgezeichnet.
2001 trat Pepper erstmals als Hauptdarsteller in Erscheinung; einmal in dem Sportdrama 61*, wo er den Baseballspieler Roger Maris verkörperte, und in dem Actionfilm Knockaround Guys, in welchem er mit Schauspielgrößen wie Vin Diesel und John Malkovich zusammen vor der Kamera stand. 2002 hatte Pepper eine weitere markante Rolle als Reporter Joseph L. Galloway in dem Kriegsdrama Wir waren Helden, wo er neben Hauptdarsteller Mel Gibson agierte. In den Jahren danach verkörperte Pepper sowohl in dem kanadischen Survival-Drama The Snow Walker – Wettlauf mit dem Tod (2003) als auch in dem Thriller Ripley Under Ground (2005) jeweils erneut die Hauptrolle. Außerdem spielte er in Tommy Lee Jones Neo-Western-Drama Three Burials – Die drei Begräbnisse des Melquiades Estrada (2006) und in Clint Eastwoods Kriegsdrama Flags of our Fathers (2007) größere Rollen. 2009 übernahm Pepper zudem eine Sprecherrolle in dem Videospiel Call of Duty: Modern Warfare 2.
2011 gewann Pepper für seine Darstellung des Robert F. Kennedy in dem Fernsehmehrteiler Die Kennedys einen Emmy. 2013 verkörperte er in dem Actionthriller Snitch – Ein riskanter Deal eine größere Rolle. Seither war Pepper in verschiedensten Filmprojekten zumeist wieder in Nebenrollen zu sehen; zu diesen zählten unter anderem der Krimi Broken City, der Western Lone Ranger, die Filmbiografie Kill the Messenger sowie die dystopischen Science-Fiction-Filme Maze Runner – Die Auserwählten in der Brandwüste und Maze Runner – Die Auserwählten in der Todeszone, welche beide auf Buchvorlagen von James Dashner basieren. 2019 spielte er im Horrorfilm Crawl die Rolle des Dave und in Running with the Devil den kompromittierten Boss eines südamerikanischen Drogenkartells.
Synchronisiert wird Pepper im Deutschen häufig von Dennis Schmidt-Foß. Vereinzelt liehen ihm auch schon dessen Bruder Gerrit Schmidt-Foß oder Michael Iwannek ihre Stimmen.

## Privates
Pepper ist verheiratet und Vater einer Tochter. Mittlerweile hat der gebürtige Kanadier zusätzlich die US-amerikanische Staatsbürgerschaft angenommen.

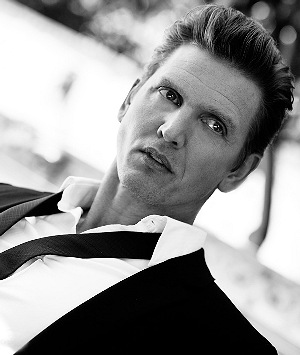
Barry Pepper

## Auszeichnungen
- 1999: Online Film Critics Society Awards: Bestes Schauspielensemble (mit dem restlichen Cast) in Der Soldat James Ryan
- 2001: Goldene Himbeere: Schlechtester Nebendarsteller in Battlefield Earth – Kampf um die Erde[6]
- 2004: Leo Awards: Beste Schauspielleistung in The Snow Walker[7]
- 2009: Las Vegas International Film Festival: Bester Schauspieler in Like Dandelion Dust
- 2009: New York Vision Fest: Bester männlicher Hauptdarsteller in Like Dandelion Dust
- 2011: Emmy: Bester Hauptdarsteller in einer Miniserie oder einem Fernsehfilm in The Kennedys

### Nominierungen
- 1999: Screen Actors Guild Awards: Bestes Schauspielensemble in Der Soldat James Ryan (mit dem restlichen Cast)
- 2000: Screen Actors Guild Awards: Bestes Schauspielensemble in The Green Mile (mit dem restlichen Cast)
- 2001: Emmy: Bester Hauptdarsteller in einer Miniserie oder Fernsehfilm in 61*
- 2002: Broadcast Film Critics Association Awards: Bester Schauspieler in einem Fernsehfilm in 61
- 2002: Golden Globe: Bester Hauptdarsteller in einer Miniserie oder Fernsehfilm in 61
- 2004: Genie Awards: Bester Hauptdarsteller in The Snow Walker
- 2005: Screen Actors Guild Awards: Bester Hauptdarsteller in einer Miniserie oder Fernsehfilm in 3: The Dale Earnhardt Story
- 2006: DVD Exclusive Awards: Bester Schauspieler (in einem DVD-Film) in The Snow Walker
- 2006: Independent Spirit Awards: Bester Nebendarsteller in Three Burials – Die drei Begräbnisse des Melquiades Estrada
- 2010: Satellite Awards: Bester Schauspieler in einem Fernsehfilm in When Love Is Not Enough: The Lois Wilson Story
- 2011: Prism Awards: Bester Hauptdarsteller in einer Miniserie oder Fernsehfilm in When Love Is Not Enough: The Lois Wilson Story
- 2011: Central Ohio Film Critics Association: Bestes Ensemble in True Grit (mit dem restlichen Cast)

## Filmografie (Auswahl)
- 1992: A Killer Among Friends (Fernsehfilm)
- 1993–1996: Madison (Fernsehserie)
- 1994: Neon Rider (Fernsehserie, eine Episode)
- 1994: M.A.N.T.I.S. (Fernsehserie, eine Episode)
- 1995: Johnny’s Girl (Fernsehfilm)
- 1995: Highlander (Fernsehserie, eine Episode)
- 1995: Sliders – Das Tor in eine fremde Dimension (Sliders, Fernsehserie, eine Episode)
- 1995: Lonesome Dove: The Series (Fernsehserie, eine Episode)
- 1996: Lonesome Dove: The Outlaw Years (Fernsehserie, eine Episode)
- 1996: Outer Limits – Die unbekannte Dimension (The Outer Limits, Fernsehserie, eine Episode)
- 1996: Der Sentinel – Im Auge des Jägers (The Sentinel, Fernsehserie, eine Episode)
- 1996: Viper (Fernsehserie, eine Episode)
- 1996: Titanic (Titanic, Fernsehzweiteiler)
- 1996: Urban Safari
- 1998: Firestorm – Brennendes Inferno (Firestorm)
- 1998: Der Soldat James Ryan (Saving Private Ryan)
- 1998: Der Staatsfeind Nr. 1 (Enemy of the State)
- 1999: The Green Mile
- 2000: We all fall down
- 2000: Battlefield Earth – Kampf um die Erde (Battlefield Earth: A Saga of the Year 3000)
- 2001: 61*
- 2001: Knockaround Guys
- 2002: Wir waren Helden (We Were Soldiers)
- 2002: 25 Stunden (25th Hour)
- 2003: The Snow Walker – Wettlauf mit dem Tod (The Snow Walker)
- 2004: 3: The Dale Earnhardt Story
- 2005: Ripley Under Ground
- 2005: Three Burials – Die drei Begräbnisse des Melquiades Estrada (The Three Burials of Melquiades Estrada)
- 2006: Unknown
- 2006: Flags of Our Fathers
- 2008: Sieben Leben (Seven Pounds)
- 2009: Call of Duty: Modern Warfare 2 (Videospiel, Sprechrolle von Corporal Dunn)
- 2009: Like Dandelion Dust
- 2009: Princess Kaiulani
- 2010: Casino Jack
- 2010: True Grit
- 2010: When Love Is Not Enough: The Lois Wilson Story (Fernsehfilm)
- 2011: Die Kennedys (The Kennedys, Miniserie, acht Folgen)
- 2013: Snitch – Ein riskanter Deal (Snitch)
- 2013: Broken City
- 2013: Lone Ranger (The Lone Ranger)
- 2014: Kill the Messenger
- 2015: Maze Runner – Die Auserwählten in der Brandwüste (Maze Runner: The Scorch Trials)
- 2016: Monster Trucks
- 2017: Holodomor – Bittere Ernte (Bitter Harvest)
- 2018: Maze Runner – Die Auserwählten in der Todeszone (Maze Runner: The Death Cure)
- 2019: Crawl
- 2019: The Painted Bird
- 2019: Running with the Devil
- 2021: Trigger Point
- 2023: Lawmen: Bass Reeves (Miniserie)